# Congomys
Congomys és un gènere de mamífers rosegadors de la família dels múrids. Conté dues espècies, el ratolí vellutat de Lukolela (C. lukolelae) i el ratolí vellutat de Verschuren (C. verschureni), que anteriorment es classificaven en el gènere Praomys i que són endèmiques de la República Democràtica del Congo. Es diferencien de les espècies de Praomys per tot un seguit de caràcters, que van des del crani fins a la llargada de les potes posteriors, passant per la mida de les orelles. El nom genèric Congomys significa ‘ratolí del Congo’.